# Distrito Nacional
Distrito Nacional (D.N.) és una circumscripció territorial de la República Dominicana que inclou la capital Santo Domingo. No és una de les províncies, però a la pràctica actua com a tal. Anteriorment al 16 d'octubre de 2001, el Distrito Nacional era molt més gran, incloent a la que és ara coneguda com a província de Santo Domingo. Mapes i estadística publicada generalment mostren l'anterior, més gran, Distrito Nacional. No té zones rurals ni no urbanitzades. Disposa del primer i unic sistema de transport públic subterrani del país. La primera línia connecta el Distrito Nacional amb Santo Domingo Norte.